# Caryopteris incana
Caryopteris incana biljka je iz roda Caryopteris, porodice Lamiaceae. Koristi se u hortikulturi, te u kineskoj tradicionalnoj medicini kao ljekovita biljka. Raste u Kini, Japanu, Mongoliji te Koreji, što je karakteristika roda Caryopteris. Listovi su nasuprotni, ovalno kopljasti, aromatičnog mirisa. Cvjetovi su svijetle plave boje. Plod je kapsula koja sadrži 4 sjemenke. Naraste do najviše 4 metra u visinu.

## Sinonimi
- Barbula sinensis Lour.
- Caryopteris incana var. candida C.K.Schneid.
- Caryopteris incana f. candida (C.K.Schneid.) H.Hara
- Caryopteris incana var. incana
- Caryopteris incana f. macrophylla Moldenke
- Caryopteris incana f. nana (Borsch) Moldenke
- Caryopteris incana f. superba (Dreer) Moldenke
- Caryopteris incana var. szechuanensis Moldenke
- Caryopteris mastacanthus Schauer
- Caryopteris mastacanthus var. nana Borsch
- Caryopteris mastacanthus var. superba Dreer
- Caryopteris ovata Miq.
- Caryopteris sinensis (Lour.) Dippel
- Mastacanthus barbula Steud.
- Mastacanthus sinensis (Lour.) Endl. ex Walp.
- Nepeta incana Thunb. ex Houtt.
- Nepeta japonica Willd.

## Vanjske poveznice
- Caryopteris incana (Thunb. ex Houtt.) Miq., The Plant List (engleski)